# Sparanise
Sparanise är en ort och kommun i provinsen Caserta i regionen Kampanien i Italien. Kommunen hade 7 376 invånare (2017).